# Daniele De Rossi
Daniele De Rossi (Rome, 24 juli 1983) is een Italiaans voetbaltrainer en voormalig voetballer die doorgaans op het middenveld speelde. Sinds januari 2024 is De Rossi hoofdtrainer van AS Roma, waar hij achttien seizoenen in het eerste elftal speelde, vooraleer in januari 2020 zijn spelerscarrière bij Boca Juniors af te sluiten. De Rossi maakte van 2004 tot en met 2017 deel uit van het Italiaans voetbalelftal, waarvoor hij 117 interlands speelde en 21 keer scoorde.

## Clubcarrière
De Rossi speelde vanaf 1997 in de jeugd van AS Ostia Mare Lido Calcio, om die in 2000 te verruilen voor die van AS Roma. Hier debuteerde hij een jaar later in het eerste elftal, in oktober 2001 in een wedstrijd in de UEFA Champions League tegen RSC Anderlecht. Omdat De Rossi door de club werd gezien als de jongere opvolger van Francesco Totti, kreeg hij de bijnaam Capitan Futuro. Zijn debuut in de Serie A volgde op 25 januari 2003, toen AS Roma met 2-0 verloor van Como. De Rossi kwam tot 447 competitiewedstrijden, meer dan twintig bekerduels en meer dan vijftig wedstrijden op Europees niveau voor AS Roma. Hij won tweemaal de Coppa Italia met de club, maar nooit de landstitel. Wel eindigde de club in De Rossi's periode zevenmaal op de tweede plaats.
Nadat De Rossi Roma na achttien seizoenen verliet, tekende hij in juli 2019 een contract tot medio 2020 bij Boca Juniors. Hiervoor speelde hij in een halfjaar tijd vijf wedstrijden in de Primera División, een in de Copa Argentina en een in de Copa Libertadores. De Rossi stopte in januari 2020 per direct met voetballen, omdat hij terug naar Italië wilde voor zijn familie.

## Clubstatistieken
| Seizoen        | Club           | Competitie       | Competitie | Competitie | Beker | Beker | Europa | Europa | Totaal | Totaal |
| Seizoen        | Club           | Competitie       | Wed.       | Dlp.       | Wed.  | Dlp.  | Dlp.   | Dlp.   | Wed.   | Dlp.   |
| -------------- | -------------- | ---------------- | ---------- | ---------- | ----- | ----- | ------ | ------ | ------ | ------ |
| 2001/02        | AS Roma        | Serie A          | 0          | 0          | 3     | 0     | 1      | 0      | 4      | 0      |
| 2002/03        | AS Roma        | Serie A          | 4          | 2          | 3     | 0     | –      | –      | 7      | 2      |
| 2003/04        | AS Roma        | Serie A          | 17         | 0          | 4     | 0     | 6      | 1      | 27     | 1      |
| 2004/05        | AS Roma        | Serie A          | 30         | 2          | 5     | 1     | 3      | 1      | 38     | 4      |
| 2005/06        | AS Roma        | Serie A          | 34         | 6          | 4     | 0     | 7      | 0      | 45     | 6      |
| 2006/07        | AS Roma        | Serie A          | 36         | 2          | 9     | 2     | 10     | 2      | 55     | 6      |
| 2007/08        | AS Roma        | Serie A          | 34         | 5          | 7     | 1     | 10     | 0      | 51     | 6      |
| 2008/09        | AS Roma        | Serie A          | 33         | 3          | 3     | 1     | 7      | 0      | 43     | 4      |
| 2009/10        | AS Roma        | Serie A          | 33         | 7          | 4     | 1     | 12     | 3      | 49     | 11     |
| 2010/11        | AS Roma        | Serie A          | 28         | 2          | 5     | 0     | 7      | 1      | 40     | 3      |
| 2011/12        | AS Roma        | Serie A          | 32         | 4          | 0     | 0     | 0      | 0      | 32     | 4      |
| 2012/13        | AS Roma        | Serie A          | 25         | 0          | 4     | 0     | –      | –      | 29     | 0      |
| 2013/14        | AS Roma        | Serie A          | 32         | 1          | 4     | 0     | –      | –      | 36     | 1      |
| 2014/15        | AS Roma        | Serie A          | 26         | 2          | 1     | 1     | 7      | 0      | 34     | 3      |
| 2015/16        | AS Roma        | Serie A          | 24         | 1          | 1     | 0     | 6      | 2      | 31     | 3      |
| 2016/17        | AS Roma        | Serie A          | 31         | 4          | 1     | 0     | 8      | 1      | 40     | 5      |
| 2017/18        | AS Roma        | Serie A          | 22         | 1          | 0     | 0     | 10     | 1      | 32     | 2      |
| 2018/19        | AS Roma        | Serie A          | 18         | 1          | 1     | 0     | 4      | 1      | 23     | 2      |
| 2019/20        | Boca Juniors   | Primera División | 5          | 0          | 1     | 1     | 1      | 0      | 7      | 1      |
| Carrièretotaal | Carrièretotaal | Carrièretotaal   | 464        | 43         | 60    | 8     | 99     | 13     | 623    | 64     |

## Interlandcarrière
Bij zijn debuut in het Italiaans voetbalelftal op 4 september 2004 in een kwalificatiewedstrijd voor het WK 2006 tegen Noorwegen scoorde De Rossi meteen. Hij maakte uiteindelijk 21 interlanddoelpunten. In 2004 won De Rossi met Italië de bronzen medaille op de Olympische Spelen van Athene door Irak in de troostfinale met 1–0 te verslaan.
De Rossi werd op 9 juli 2006 wereldkampioen met Italië. Hij mocht in de finale meespelen, nadat hij vier wedstrijden geschorst was vanwege een elleboogstoot in het gezicht van de Amerikaan Brian McBride in de groepsfase. In de finale benutte hij tijdens de beslissende penaltyreeks een strafschop.
Hij kwam op het EK 2008 met Italië tot de kwartfinale. Op het WK 2010 kwamen zijn ploeggenoten en hij niet door de groepsfase. De Rossi nam met Italië eveneens deel aan het EK 2012 in Polen en Oekraïne, waar de ploeg van bondscoach Cesare Prandelli de finale bereikte. Daarin verloor La Squadra Azzurra met 4–0 van titelverdediger Spanje. Het WK 2014 eindigde voor hem en Italië net als vier jaar eerder na de groepswedstrijden
De Rossi speelde op 16 november 2014 zijn honderdste interland. Op 23 mei 2016 werd hij opgenomen in de selectie voor het Europees kampioenschap voetbal 2016 in Frankrijk. Italië werd in de kwartfinale na strafschoppen uitgeschakeld door Duitsland.
| Interlands van Daniele De Rossi voor Italië | Interlands van Daniele De Rossi voor Italië | Interlands van Daniele De Rossi voor Italië | Interlands van Daniele De Rossi voor Italië | Interlands van Daniele De Rossi voor Italië | Interlands van Daniele De Rossi voor Italië |
| №                                           | Datum                                       | Wedstrijd                                   | Uitslag                                     | Soort wedstrijd                             | Doelpunten                                  |
| Als speler bij AS Roma                      | Als speler bij AS Roma                      | Als speler bij AS Roma                      | Als speler bij AS Roma                      | Als speler bij AS Roma                      | Als speler bij AS Roma                      |
| ------------------------------------------- | ------------------------------------------- | ------------------------------------------- | ------------------------------------------- | ------------------------------------------- | ------------------------------------------- |
| 1.                                          | 4 september 2004                            | Italië – Noorwegen                          | 2 – 1                                       | Kwalificatie WK 2006                        | 4'                                          |
| 2.                                          | 9 oktober 2004                              | Slovenië – Italië                           | 1 – 0                                       | Kwalificatie WK 2006                        |                                             |
| 3.                                          | 13 oktober 2004                             | Italië – Wit-Rusland                        | 4 – 3                                       | Kwalificatie WK 2006                        | 33' (pen.)                                  |
| 4.                                          | 17 november 2004                            | Italië – Finland                            | 1 – 0                                       | Vriendschappelijk                           |                                             |
| 5.                                          | 9 februari 2005                             | Italië – Rusland                            | 2 – 0                                       | Vriendschappelijk                           |                                             |
| 6.                                          | 26 maart 2005                               | Italië – Schotland                          | 2 – 0                                       | Kwalificatie WK 2006                        |                                             |
| 7.                                          | 30 maart 2005                               | Italië – IJsland                            | 0 – 0                                       | Vriendschappelijk                           |                                             |
| 8.                                          | 4 juni 2005                                 | Noorwegen – Italië                          | 0 – 0                                       | Kwalificatie WK 2006                        |                                             |
| 9.                                          | 17 augustus 2005                            | Ierland – Italië                            | 1 – 2                                       | Vriendschappelijk                           |                                             |
| 10.                                         | 3 september 2005                            | Schotland – Italië                          | 1 – 1                                       | Kwalificatie WK 2006                        |                                             |
| 11.                                         | 8 oktober 2005                              | Italië – Slovenië                           | 1 – 0                                       | Kwalificatie WK 2006                        |                                             |
| 12.                                         | 12 oktober 2005                             | Italië – Moldavië                           | 2 – 1                                       | Kwalificatie WK 2006                        |                                             |
| 13.                                         | 12 november 2005                            | Nederland – Italië                          | 1 – 3                                       | Vriendschappelijk                           |                                             |
| 14.                                         | 16 november 2005                            | Ivoorkust – Italië                          | 1 – 1                                       | Vriendschappelijk                           |                                             |
| 15.                                         | 1 maart 2006                                | Italië – Duitsland                          | 4 – 1                                       | Vriendschappelijk                           | 39'                                         |
| 16.                                         | 31 mei 2006                                 | Zwitserland – Italië                        | 1 – 1                                       | Vriendschappelijk                           |                                             |
| 17.                                         | 2 juni 2006                                 | Italië – Oekraïne                           | 0 – 0                                       | Vriendschappelijk                           |                                             |
| 18.                                         | 12 juni 2006                                | Ghana – Italië                              | 0 – 2                                       | WK 2006                                     |                                             |
| 19.                                         | 17 juni 2006                                | Verenigde Staten – Italië                   | 2 – 2                                       | WK 2006                                     |                                             |
| 20.                                         | 9 juli 2006                                 | Frankrijk – Italië                          | 1 – 1 (3 – 5 n.s.)                          | WK 2006                                     |                                             |
| 21.                                         | 2 september 2006                            | Italië – Litouwen                           | 1 – 1                                       | Kwalificatie EK 2008                        |                                             |
| 22.                                         | 6 september 2006                            | Frankrijk – Italië                          | 3 – 1                                       | Kwalificatie EK 2008                        |                                             |
| 23.                                         | 7 oktober 2006                              | Italië – Oekraïne                           | 2 – 0                                       | Kwalificatie EK 2008                        |                                             |
| 24.                                         | 11 oktober 2006                             | Georgië – Italië                            | 1 – 3                                       | Kwalificatie EK 2008                        | 17'                                         |
| 25.                                         | 15 november 2006                            | Italië – Turkije                            | 1 – 1                                       | Vriendschappelijk                           |                                             |
| 26.                                         | 28 maart 2007                               | Italië – Schotland                          | 2 – 0                                       | Kwalificatie EK 2008                        |                                             |
| 27.                                         | 6 juni 2007                                 | Litouwen – Italië                           | 0 – 2                                       | Kwalificatie EK 2008                        |                                             |
| 28.                                         | 8 september 2007                            | Italië – Frankrijk                          | 0 – 0                                       | Kwalificatie EK 2008                        |                                             |
| 29.                                         | 17 oktober 2007                             | Italië – Zuid-Afrika                        | 2 – 0                                       | Vriendschappelijk                           |                                             |
| 30.                                         | 17 november 2007                            | Schotland – Italië                          | 1 – 2                                       | Kwalificatie EK 2008                        |                                             |
| 31.                                         | 21 november 2007                            | Italië – Faeröer                            | 3 – 1                                       | Kwalificatie EK 2008                        |                                             |
| 32.                                         | 6 februari 2008                             | Italië – Portugal                           | 3 – 1                                       | Vriendschappelijk                           |                                             |
| 33.                                         | 26 maart 2008                               | Spanje – Italië                             | 1 – 0                                       | Vriendschappelijk                           |                                             |
| 34.                                         | 13 juni 2008                                | Italië – Roemenië                           | 1 – 1                                       | EK 2008                                     |                                             |
| 35.                                         | 17 juni 2008                                | Frankrijk – Italië                          | 0 – 2                                       | EK 2008                                     | 62'                                         |
| 36.                                         | 22 juni 2008                                | Italië – Spanje                             | 0 – 0                                       | EK 2008                                     |                                             |
| 37.                                         | 20 augustus 2008                            | Oostenrijk – Italië                         | 2 – 2                                       | Vriendschappelijk                           |                                             |
| 38.                                         | 6 september 2008                            | Cyprus – Italië                             | 1 – 2                                       | Kwalificatie WK 2010                        |                                             |
| 39.                                         | 10 september 2008                           | Italië – Georgië                            | 2 – 0                                       | Kwalificatie WK 2010                        | 16' 89'                                     |
| 40.                                         | 11 oktober 2008                             | Bulgarije – Italië                          | 0 – 0                                       | Kwalificatie WK 2010                        |                                             |
| 41.                                         | 15 oktober 2008                             | Italië – Montenegro                         | 2 – 1                                       | Kwalificatie WK 2010                        |                                             |
| 42.                                         | 19 november 2008                            | Griekenland – Italië                        | 1 – 1                                       | Vriendschappelijk                           |                                             |
| 43.                                         | 10 februari 2009                            | Brazilië – Italië                           | 2 – 0                                       | Vriendschappelijk                           |                                             |
| 44.                                         | 28 maart 2009                               | Montenegro – Italië                         | 0 – 2                                       | Kwalificatie WK 2010                        |                                             |
| 45.                                         | 1 april 2009                                | Italië – Ierland                            | 1 – 1                                       | Kwalificatie WK 2010                        |                                             |
| 46.                                         | 15 juni 2009                                | Verenigde Staten – Italië                   | 1 – 3                                       | Confederations Cup                          | 72'                                         |
| 47.                                         | 18 juni 2009                                | Egypte – Italië                             | 1 – 0                                       | Confederations Cup                          |                                             |
| 48.                                         | 21 juni 2009                                | Brazilië – Italië                           | 3 – 0                                       | Confederations Cup                          |                                             |
| 49.                                         | 9 september 2009                            | Italië – Bulgarije                          | 2 – 0                                       | Kwalificatie WK 2010                        |                                             |
| 50.                                         | 10 oktober 2009                             | Ierland – Italië                            | 2 – 2                                       | Kwalificatie WK 2010                        |                                             |
| 51.                                         | 14 oktober 2009                             | Italië – Cyprus                             | 3 – 2                                       | Kwalificatie WK 2010                        |                                             |
| 52.                                         | 3 maart 2010                                | Kameroen – Italië                           | 0 – 0                                       | Vriendschappelijk                           |                                             |
| 53.                                         | 3 juni 2010                                 | Mexico – Italië                             | 2 – 1                                       | Vriendschappelijk                           |                                             |
| 54.                                         | 5 juni 2010                                 | Zwitserland – Italië                        | 1 – 1                                       | Vriendschappelijk                           |                                             |
| 55.                                         | 14 juni 2010                                | Paraguay – Italië                           | 1 – 1                                       | WK 2010                                     | 63'                                         |
| 56.                                         | 20 juni 2010                                | Nieuw-Zeeland – Italië                      | 1 – 1                                       | WK 2010                                     |                                             |
| 57.                                         | 24 juni 2010                                | Slowakije – Italië                          | 3 – 2                                       | WK 2010                                     |                                             |
| 58.                                         | 10 augustus 2010                            | Ivoorkust – Italië                          | 1 – 0                                       | Vriendschappelijk                           |                                             |
| 59.                                         | 3 september 2010                            | Estland – Italië                            | 1 – 2                                       | Kwalificatie EK 2012                        |                                             |
| 60.                                         | 7 september 2010                            | Italië – Faeröer                            | 5 – 0                                       | Kwalificatie EK 2012                        | 22'                                         |
| 61.                                         | 8 oktober 2010                              | Noord-Ierland – Italië                      | 0 – 0                                       | Kwalificatie EK 2012                        |                                             |
| 62.                                         | 17 november 2010                            | Italië – Roemenië                           | 1 – 1                                       | Vriendschappelijk                           |                                             |
| 63.                                         | 9 februari 2011                             | Duitsland – Italië                          | 1 – 1                                       | Vriendschappelijk                           |                                             |
| 64.                                         | 10 augustus 2011                            | Italië – Spanje                             | 2 – 1                                       | Vriendschappelijk                           |                                             |
| 65.                                         | 2 september 2011                            | Faeröer – Italië                            | 0 – 1                                       | Kwalificatie EK 2012                        |                                             |
| 66.                                         | 6 september 2011                            | Italië – Slovenië                           | 1 – 0                                       | Kwalificatie EK 2012                        |                                             |
| 67.                                         | 7 oktober 2011                              | Servië – Italië                             | 1 – 1                                       | Kwalificatie EK 2012                        |                                             |
| 68.                                         | 11 oktober 2011                             | Italië – Noord-Ierland                      | 3 – 0                                       | Kwalificatie EK 2012                        |                                             |
| 69.                                         | 11 november 2011                            | Polen – Italië                              | 0 – 2                                       | Vriendschappelijk                           |                                             |
| 70.                                         | 15 november 2011                            | Italië – Uruguay                            | 0 – 1                                       | Vriendschappelijk                           |                                             |
| 71.                                         | 29 februari 2012                            | Italië – Verenigde Staten                   | 0 – 1                                       | Vriendschappelijk                           |                                             |
| 72.                                         | 1 juni 2012                                 | Italië – Rusland                            | 0 – 3                                       | Vriendschappelijk                           |                                             |
| 73.                                         | 10 juni 2012                                | Italië – Spanje                             | 1 – 1                                       | EK 2012                                     |                                             |
| 74.                                         | 14 juni 2012                                | Kroatië – Italië                            | 1 – 1                                       | EK 2012                                     |                                             |
| 75.                                         | 18 juni 2012                                | Italië – Ierland                            | 2 – 0                                       | EK 2012                                     |                                             |
| 76.                                         | 24 juni 2012                                | Engeland – Italië                           | 0 – 0 (2 – 4 n.s.)                          | EK 2012                                     |                                             |
| 77.                                         | 28 juni 2012                                | Duitsland – Italië                          | 1 – 2                                       | EK 2012                                     |                                             |
| 78.                                         | 1 juli 2012                                 | Italië – Spanje                             | 0 – 4                                       | EK 2012                                     |                                             |
| 79.                                         | 15 augustus 2012                            | Engeland – Italië                           | 2 – 1                                       | Vriendschappelijk                           | 15'                                         |
| 80.                                         | 7 september 2012                            | Bulgarije – Italië                          | 2 – 2                                       | Kwalificatie WK 2014                        |                                             |
| 81.                                         | 12 oktober 2012                             | Armenië – Italië                            | 1 – 3                                       | Kwalificatie WK 2014                        | 64'                                         |
| 82.                                         | 16 oktober 2012                             | Italië – Denemarken                         | 3 – 1                                       | Kwalificatie WK 2014                        | 37'                                         |
| 83.                                         | 6 februari 2013                             | Nederland – Italië                          | 1 – 1                                       | Vriendschappelijk                           |                                             |
| 84.                                         | 21 maart 2013                               | Brazilië – Italië                           | 2 – 2                                       | Vriendschappelijk                           | 54'                                         |
| 85.                                         | 7 juni 2013                                 | Tsjechië – Italië                           | 0 – 0                                       | Kwalificatie WK 2014                        |                                             |
| 86.                                         | 11 juni 2013                                | Haïti – Italië                              | 2 – 2                                       | Vriendschappelijk                           |                                             |
| 87.                                         | 16 juni 2013                                | Mexico – Italië                             | 1 – 2                                       | Confederations Cup                          |                                             |
| 88.                                         | 19 juni 2013                                | Japan – Italië                              | 3 – 4                                       | Confederations Cup                          | 41'                                         |
| 89.                                         | 27 juni 2013                                | Italië – Spanje                             | 1 – 1 (6 – 7 n.s.)                          | Confederations Cup                          |                                             |
| 90.                                         | 30 juni 2013                                | Uruguay – Italië                            | 2 – 2 (2 – 3 n.s.)                          | Confederations Cup                          |                                             |
| 91.                                         | 14 augustus 2013                            | Italië – Argentinië                         | 1 – 2                                       | Vriendschappelijk                           |                                             |
| 92.                                         | 6 september 2013                            | Italië – Bulgarije                          | 1 – 0                                       | Kwalificatie WK 2014                        |                                             |
| 93.                                         | 10 september 2013                           | Italië – Tsjechië                           | 2 – 1                                       | Kwalificatie WK 2014                        |                                             |
| 94.                                         | 31 mei 2014                                 | Italië – Ierland                            | 0 – 0                                       | Vriendschappelijk                           |                                             |
| 95.                                         | 4 juni 2014                                 | Italië – Luxemburg                          | 1 – 1                                       | Vriendschappelijk                           |                                             |
| 96.                                         | 14 juni 2014                                | Engeland – Italië                           | 1 – 2                                       | WK 2014                                     |                                             |
| 97.                                         | 20 juni 2014                                | Costa Rica – Italië                         | 1 – 0                                       | WK 2014                                     |                                             |
| 98.                                         | 4 september 2014                            | Italië – Nederland                          | 2 – 0                                       | Vriendschappelijk                           | 10' (pen.)                                  |
| 99.                                         | 9 september 2014                            | Noorwegen – Italië                          | 0 – 2                                       | Kwalificatie EK 2016                        |                                             |
| 100.                                        | 16 november 2014                            | Italië – Kroatië                            | 1 – 1                                       | Kwalificatie EK 2016                        |                                             |
| 101.                                        | 6 september 2015                            | Italië – Bulgarije                          | 1 – 0                                       | Kwalificatie EK 2016                        | 6' (pen.)                                   |
| 102.                                        | 29 mei 2016                                 | Italië – Schotland                          | 1 – 0                                       | Vriendschappelijk                           |                                             |
| 103.                                        | 6 juni 2016                                 | Italië – Finland                            | 2 – 0                                       | Vriendschappelijk                           | 71'                                         |
| 104.                                        | 13 juni 2016                                | België – Italië                             | 0 – 2                                       | EK 2016                                     |                                             |
| 105.                                        | 17 juni 2016                                | Italië – Zweden                             | 1 – 0                                       | EK 2016                                     |                                             |
| 106.                                        | 27 juni 2016                                | Italië – Spanje                             | 2 – 0                                       | EK 2016                                     |                                             |
| 107.                                        | 2 juli 2016                                 | Duitsland – Italië                          | 1 – 1 (6 – 5 n.s.)                          | EK 2016                                     |                                             |

Bijgewerkt op 3 juli 2016.

## Trainerscarrière
In aanloop naar het Europees kampioenschap voetbal 2020, dat vanwege de coronapandemie was uitgesteld tot de zomer van 2021, werd De Rossi in maart toegevoegd aan de staf van de Italiaanse bondscoach Roberto Mancini. Als assistent-trainer maakte hij onderdeel uit van het team dat de Europese titel wist te winnen door na strafschoppen Engeland te verslaan in de finale op Wembley (1-1).
De Rossi werd op 11 oktober 2022 voor het eerst hoofdtrainer. Hij tekende op die dag een contract tot medio 2024 bij Serie B-club SPAL. Op 14 februari 2023 werd hij er ontslagen.
Op 16 januari 2024 werd De Rossi aangesteld als hoofdtrainer van AS Roma ter vervanging van de ontslagen José Mourinho. Hij tekende een contract tot het einde van het seizoen 2023/24. Dit contract werd na afloop van het seizoen verlengd, maar op 18 september 2024 werd bekend dat De Rossi zijn congé had gekregen bij de Romeinen.

## Erelijst
| Competitie          |         |                  |         |         |
| Competitie          | Aantal  | Jaren            |         |         |
| AS Roma             | AS Roma | AS Roma          | AS Roma | AS Roma |
| ------------------- | ------- | ---------------- | ------- | ------- |
| Coppa Italia        | 2x      | 2006/07, 2007/08 |         |         |
| Supercoppa Italiana | 1x      | 2007             |         |         |
| Italië              |         |                  |         |         |
| FIFA WK             | 1x      | 2006             |         |         |
| Italië –21          |         |                  |         |         |
| UEFA EK –21         | 1x      | 2004             |         |         |